# Paxtu
Paxtu ist der Name des ehemaligen Wohnhauses von Robert Baden-Powell, dem Gründer der weltweiten Pfadfinderbewegung, und dessen Frau Olave in Nyeri in Kenia.

## Geschichte
Beide lebten dort von Oktober 1939 bis zu seinem Tod im Januar 1941. Das Haus, heute ein Teil des Outspan-Hotels, ist als Museum eingerichtet und kann auf Anfrage besichtigt werden. Dort befindet sich auch eine Sammlung von Halstüchern, Abzeichen, Bannern und Wimpeln von Pfadfindern aus aller Welt. Für Pfadfinder in Pfadfinderkluft ist die Besichtigung kostenlos.

## Name
Der Name „Paxtu“ wurde aufgrund der historischen Familienstätte „Pax Hill“ der Familie Baden-Powell in der Nähe von London (England) gewählt. Die genaue Bedeutung ist jedoch unklar.
„Pax“ ist das lateinische Wort für Friede und da es sich um den Zweitwohnsitz handelte, könnten in Anlehnung an das englische Wort „two“ (zwei) die homographen Silben „tu“ angehängt worden sein. 
Andere Quellen deuten Paxtu sowohl mit Pax too (somit der Nachfolger von Pax Hill) und für Paxtu, ein Wort in Swahili, das „komplett“ bedeutet.